# Гёдлау
Гёдлау (нем. Gödlau; серболужицкое наименование — Йе́длов в.-луж. Jědlow) — сельский населённый пункт в городских границах Эльстры, район Баутцен, федеральная земля Саксония, Германия.

## География
Находится юго-восточнее Эльстры на автомобильной дороге K9240 восточнее Раушвица. На востоке от деревни проходит автомобильная дорога S94, которой на юго-востоке соединяется автомобильная дорога K9240. На северо-востоке от деревни находится лес, в котором располагается холм Лайпсберг (Leipsberg, Липица (в.-луж. Lipica)) высотой 313 метров.
Соседние населённые пункты: на северо-востоке — деревня Кашвиц (Кашецы) коммуны Паншвиц-Кукау, на юго-востоке — деревня Зеуриц (Жарицы) коммуны Паншвиц-Кукау, на юго-западе — деревня Киндиш (Кинч, в городских границах Эльстры), на западе — деревня Раушвиц (Рушица, в городских границах Эльстры) и на северо-западе — Эльстра.

## История
Впервые упоминается в 1374 году в латинских личных именах «Hannos, Henczil de Jedle» (Ганн и Генцил из Йедла). С 1950 по 1994 года деревня входила в коммуну Раушвиц. В 1994 году вошла в городские границы Эльстры.
Исторические немецкие наименования:
- Hannos, Henczil de Jedle, 1374
- Jhedel, 1420
- Gedell, 1503
- Jhedel, 1522
- Jedlaw, 1658
- Gödtla, 1721
- Gödel, 1732
- Gödelau, 1768

## Население
| 1834 | 1871 | 1890 | 1910 | 1925 | 1939 | 1946 | 2011 | 2015 |
| ---- | ---- | ---- | ---- | ---- | ---- | ---- | ---- | ---- |
| 95   | 120  | 113  | 140  | 141  | 159  | 202  | 106  | 116  |